# هدویگ ویلیج (تگزاس)
هدویگ ویلیج، تگزاس (به انگلیسی: Hedwig Village, Texas) یک شهر در ایالات متحده آمریکا با جمعیت ۲٬۵۵۷ نفر است که در تگزاس واقع شده‌است.

## نگارخانه

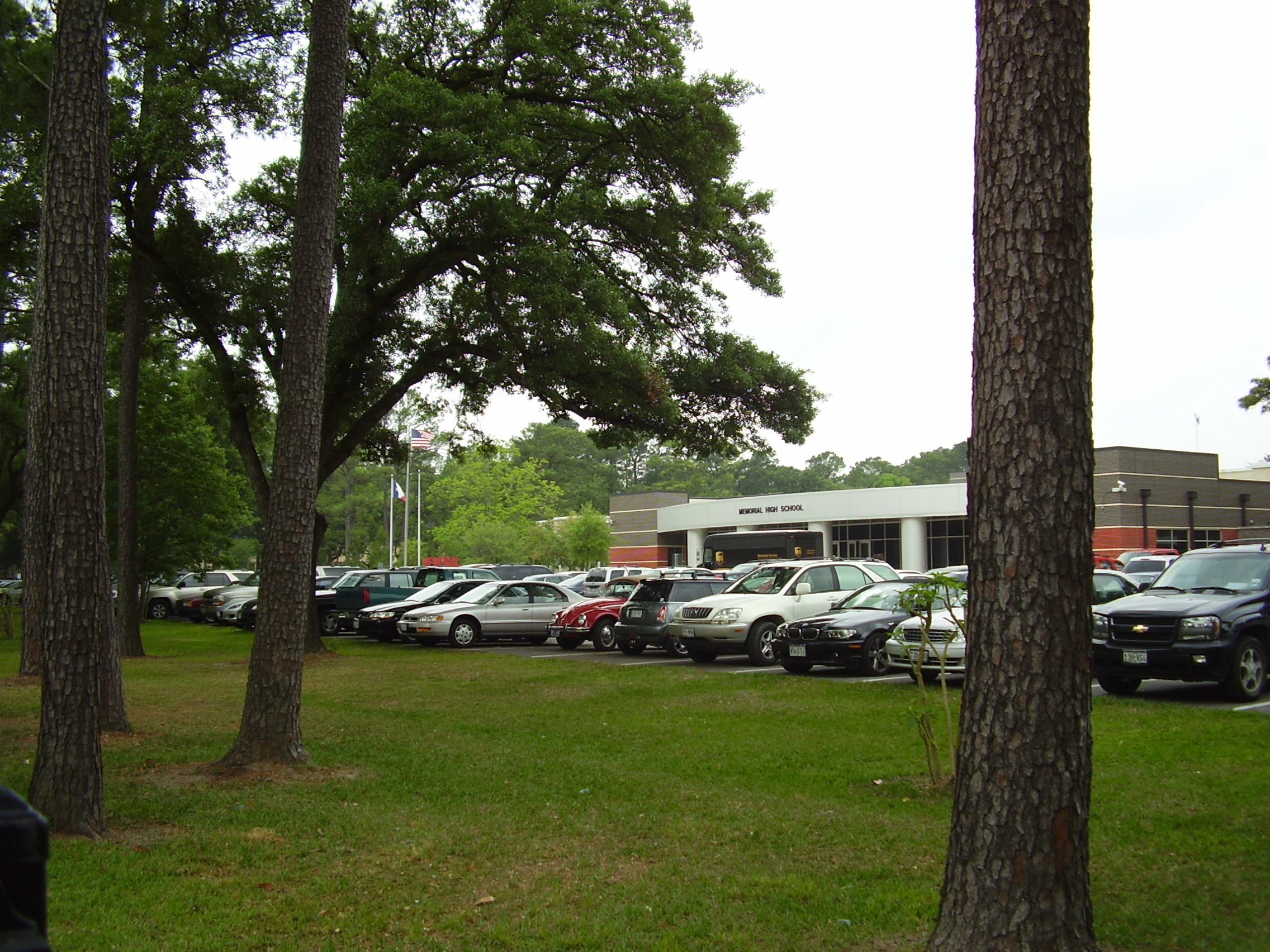
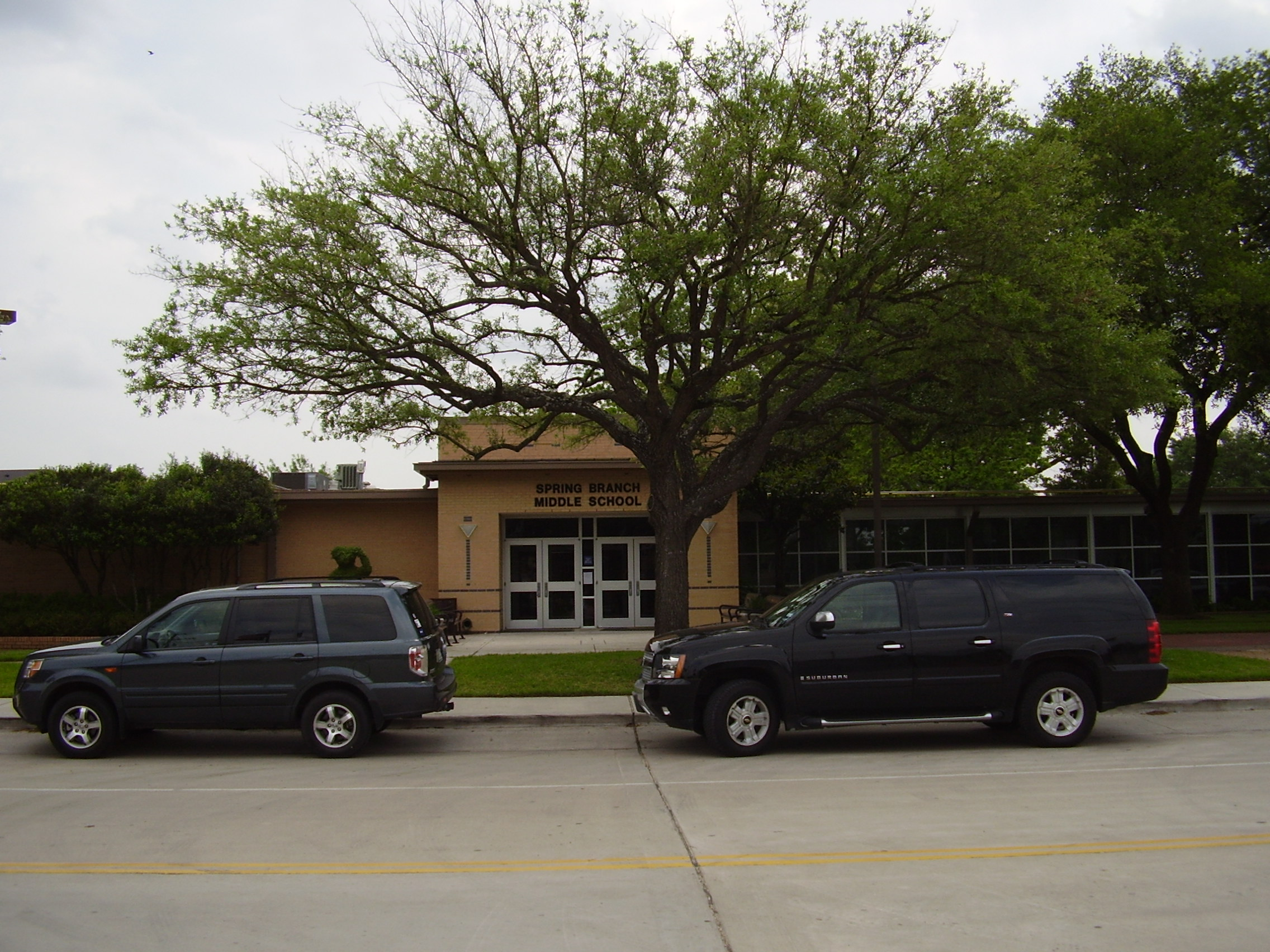